# Théodore Ratisbonne
Théodore Ratisbonne NDS, właściwie: Marie-Théodore Ratisbonne (ur. 28 grudnia 1802 w Strasburgu, zm. 10 stycznia 1884 w Paryżu) – francuski Żyd, po konwersji na katolicyzm: ksiądz, kaznodzieja, fundator instytucji religijnych i charytatywnych, autor licznych książek religijnych.

## Życiorys
Pochodził z zamożnej i wpływowej rodziny żydowskiej w Alzacji, gdzie kształcił się w strasburskim Collège Royal. W 1824 został wybrany przywódcą Żydów alzackich, na miejsce nawróconego na chrześcijaństwo Samsona Liebermanna. Ta konwersja oraz następne konwersje dwóch jego przyjaciół, spowodowały, że zaczął interesować się katolicyzmem, a w 1826 przyjął chrzest. Święcenia kapłańskie przyjął w 1830. W 1842 jego brat Alphonse Ratisbonne, nawrócił się w Rzymie i zaproponował mu wspólną działalność na rzecz nawrócenia Żydów, poprzez m.in. działalność charytatywną i oświatową. Tego samego roku otrzymał Order Świętego Sylwestra od papieża Grzegorza XVI. Wspólnie z bratem założył w 1843 zakon żeński Zgromadzenie Sióstr Matki Bożej Syjonu, zaś w 1852 Zgromadzenie Braci Matki Bożej z Syjonu.
W Jerozolimie w 1856 ufundował nowy klasztor wraz z Bazyliką Ecce Homo, szkołą i sierocińcem dla dziewcząt, a w 1860 klasztor św. Jana w En Kerem wraz z kościołem i nowym sierocińcem dla dziewcząt. W Jerozolimie wybudował sierociniec Świętego Piotra dla chłopców wraz ze szkołą mechaniki. Leon XIII mianował go protonotariuszem apostolskim. Aż do śmierci działał na rzecz konwersji żydów i muzułmanów na chrześcijaństwo, jednak był przeciwnikiem narzucania innym własnej wiary.
Napisał wiele dzieł religijnych m.in.:
- „Essai sur l’Education Morale” (Esej o wykształceniu moralnym) (1828);
- „Histoire de Saint-Bernard” (Dzieje św. Bernarda) (1841);
- „Méditations de Saint-Bernard sur le Présent et Futur” (Rozważania św. Bernarda o teraźniejszości i przyszłości) (1853);
- „Le Manuel de la Mère Chrétienne” (Podręcznik chrześcijańskiej matki) (1860);
- „Questions Juives” (Kwestie żydowskie) (1868);
- „Le Pape” (Papież) (1870);
- „Réponse aux Questions d’un Israélite de Notre Temps” (Odpowiedź na pytania współczesnego żyda) (1878).